# Guglielmo di Puglia
Guglielmo di Puglia (in latino Guillelmus Apuliensis; fl. XI-XII secolo) è stato uno storico italiano cronista attivo in Italia in epoca normanna, a cavallo tra la fine del secolo XI e l'inizio del secolo XII, noto come autore dei Gesta Roberti Wiscardi.

## La vita e l'opera
Guglielmo di Puglia (o di Apulia, o Apulo, o Pugliese ) scrisse Gesta Roberti Wiscardi (Le gesta di Roberto il Guiscardo), una storia dei Normanni in Italia meridionale, dal loro arrivo, che egli pone nel 1016, alla morte di Roberto il Guiscardo (1085). 

### Gesta Roberti Wiscardi
L'opera, scritta in esametri, composta in cinque libri, fu conclusa, forse, tra il 1095 e il 1099. 
A dispetto del nome che la tradizione ci ha consegnato, non c'è materiale sufficiente per stabilire una sua origine pugliese (longobarda; Guglielmo non cela mai un certo astio invece nei confronti dei bizantini) o normanna, né tanto meno per affermare che egli fosse un uomo di Chiesa. 

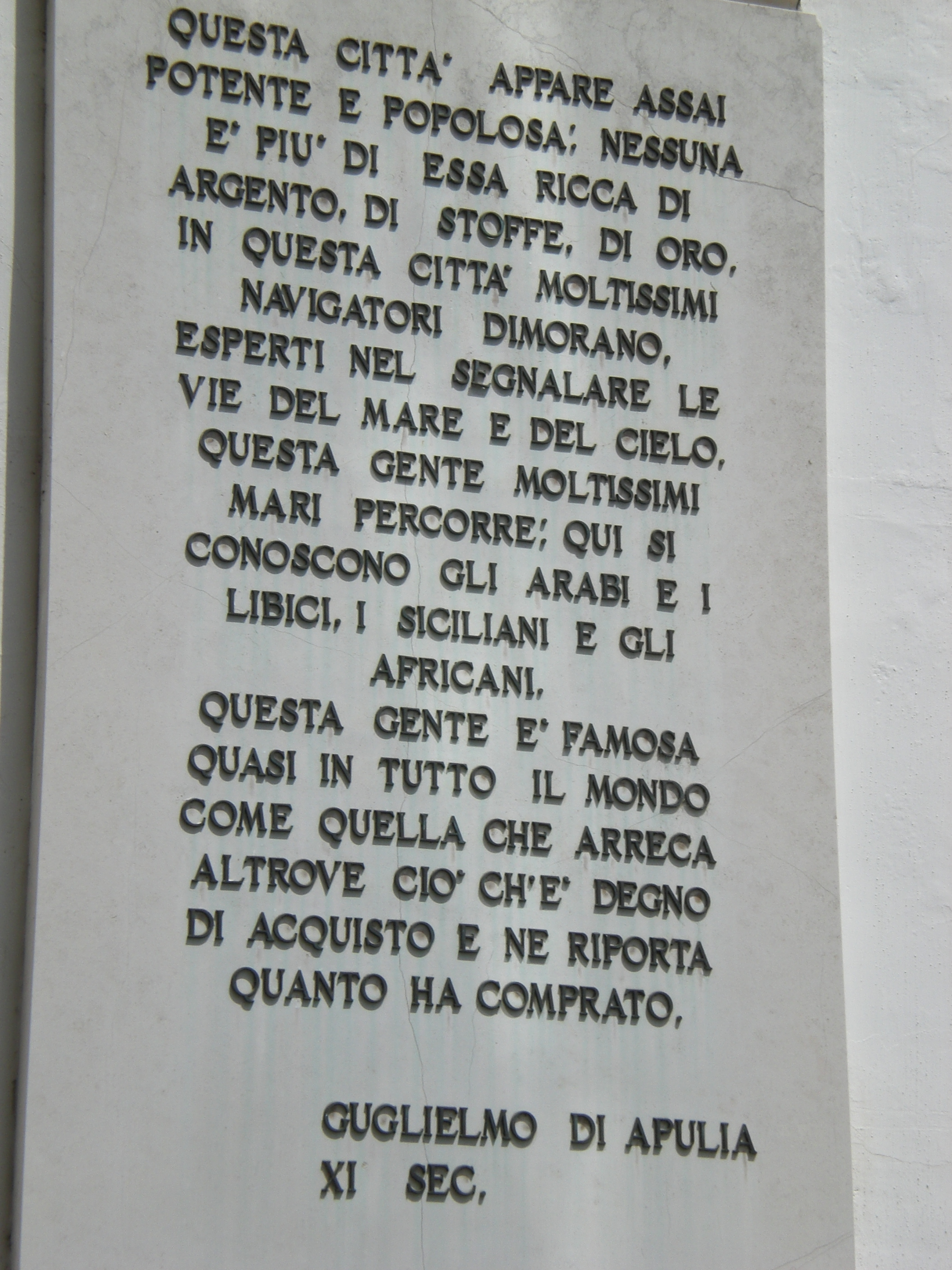
Lapide

L'opera, dedicata al figlio del Guiscardo, Ruggero Borsa, che ne fu il committente, ha come protagonista proprio il Guiscardo e si concentra su vicende pugliesi e sui rapporti dei Normanni con l'impero bizantino: proprio in ambiente pugliese, dunque, forse fu composta, come pure fa pensare il silenzio riguardo a fatti calabresi e campani.
Guglielmo fa apparire la vicenda del Guiscardo come la naturale prosecuzione della secolare lotta compiuta dai Longobardi (visti come i "legittimi" signori del territorio) contro i Greci (signori dispotici ed "effeminati") per il controllo dell'Italia meridionale. In sostanza Guglielmo cerca in questo modo di legittimare la conquista del Mezzogiorno da parte dei Normanni, rappresentando questi ultimi come continuatori del ruolo che era stato dei Longobardi (quello cioè, nella sua visione, di liberare il territorio dai Greci unificandolo sotto un unico dominio), come gli eredi della loro politica e della loro ideologia, e in definitiva della loro funzione storica.

### Edizioni deiGesta
L'unico manoscritto medievale rimasto è quello conservato nella Bibliothèque Municipale d'Avranches (ms. 162, della fine del XII secolo) e proveniente dalla biblioteca dell'abbazia di Mont-Saint-Michel. Un altro manoscritto, utilizzato per l'editio princeps del 1582, proveniente dall'abbazia di Bec, è invece disperso.
- (LA)  Guillielmi Apuliensis Rerum in Italia ac regno Neapolitano Normanicarum. Libri quinque (Prima ed. del poema, a cura di Jean Tiremois). Rothomagi: apud Martinum le Mesgissier & Thomam Mallard, 1582.
- (LA)  Guillermi Apuliensis, Gesta Roberti Wiscardi, ed. R. Wilmans, in Monumenta Germaniae Historica (MGH), Scriptores 9, Hannover 1851, pp. 239–298.
- I Normanni: poema storico di Guglielmo Pugliese; cronache e diplomi del secolo 11 e 12, traduzione dal latino (Collana di opere scelte edite e inedite di scrittori di Terra d'Otranto), Lecce 1867
- (LA, FR)  Guillaume de Pouille, La geste de Robert Guiscard, edition, traduction, commentaire et introduction par Marguerite Mathieu; avec une preface de Henri Gregoire. (Istituto Siciliano di Studi Bisantini e Neo-Ellenici. Testi e monumenti, 4), Palermo 1961.
- Guglielmo Appulo, monaco giovinazzese del secolo Mille e autore del poema latino sulle Geste di Roberto il Guiscardo: prima versificazione italiana con commento storico-critico di Filippo Roscini. Bari 1967.
- (LA, IT)  Guglielmo il Pugliese, Le gesta di Roberto il Guiscardo, introduzione di Emanuele Castorina; testo, traduzione e note di Rosario Leotta. Catania: Giannotta, 1977
- (LA, IT)  Guglielmo di Puglia, Le gesta di Roberto il Guiscardo; introduzione, traduzione e note di Francesco De Rosa. (Collana di studi storici medioevali, 10), Cassino 2003